# Roberto Luongo
Roberto Luongo (Montreal, Canadá; 4 de abril de 1979) es un jugador de hockey sobre hielo canadiense en la Liga Nacional de Hockey (NHL). Actualmente juega de portero para los Panthers de Florida.

## Carrera profesional
Roberto Luongo comenzó a jugar en la NHL con los Panthers de Florida. Durante el verano de 2006, Luongo planeaba quedarse en Florida. En cambio, el director general de los Panthers, Mike Keenan, lo envió a los Canucks de Vancouver, junto con Lukas Krajicek, a cambio de Todd Bertuzzi, Alex Auld y Bryan Allen. Luongo primero dijo que estaba triste porque se iba de repente y Vancouver estaba muy lejos.
En la temporada 2007, Luongo estuvo en Vancouver. Fue elegido en el All-Star Game como el arquero titular. Los Canucks fueron a los playoffs. Era la primera vez que Luongo llegaba a los playoffs. En un partido, contra el Dallas Stars, hizo alrededor de 70 paradas, lo que está muy cerca de batir récords.
El 4 de marzo de 2014, un día antes de la fecha límite para el comercio de la NHL, los Canucks cambiaron a Luongo junto con el prospecto Steven Anthony a los Florida Panthers por el arquero Jacob Markström y el centro Shawn Matthias. El salario de Luongo seguirá siendo retenido por los Canucks.